# Faith Kipyegon
Faith Kipyegon (Bomet, Kenya, 10 de gener de 1994) és una atleta kenyana, especialista en carreres de mig fons. És triple campiona olímpica als Jocs de Rio 2016, Tòquio 2020 i París 2024 en la prova dels 1.500 metres llisos, sent la única atleta en la història de la prova olímpica, en haver aconseguit aquesta fita. També ha guanyat, en la mateixa prova, quatre medalles d'or i dues de plata en els Campionats del Món.
Actualment té el rècord del món de 1.500m, amb una marca de 3:49.04 minuts i el rècord nacional de 5.000m, amb un temps de 14:05.20 minuts.

## Carrera esportiva
Amb només 17 anys va guanyar la medalla d'or en els 1.500m, en el Campionat del Món Sub-18 de 2011 a Lilla, França, amb una marca rècord del campionat, que continua vigent actualment. Només un any després, va tornar a aconseguir la medalla d'or en la mateixa disciplina del Campionat del Món Sub-20 de 2012 a Barcelona. L'atleta va aconseguir classificar-se pels Jocs Olímpics de Londres 2012, tot i que va quedar eliminada en les sèries de classificació. L'any 2013 participà al Campionat del Món de Moscú, arribant a la final i obtenint la 5a posició.
Al Mundial de Pequín 2015 va guanyar la plata en 1500 m, després de l'etíop Genzebe Dibaba i per davant de la neerlandesa Sifan Hassan.
Als Jocs de Rio 2016 va guanyar l'or en la mateixa prova.
Al Mundial de Londres 2017 va guanyar la medalla d'or en la mateixa prova, per davant de la nord-americana Jennifer Simpson i la sud-africana Caster Semenya.
L'any següent, Kipyegon va decidir deixar les pistes degut a la seva primera maternitat. En la seva tornada, al Campionat del Món de Doha 2019, va aconseguir la medalla de plata en la prova dels 1500m.
El 2021 guanyava de nou la medalla d'or als Jocs Olímpics de Tòquio 2020, amb una marca de 3:53.11, cosa que significava un nou rècord olímpic.
En el Campionat del Món d'Eugene 2022, aconseguia guanyar de nou la medalla d'or en la cursa del 1500m i la convertia en la primera atleta en la història capaç de guanyar 4 grans títols en la categoria. El 10 d'agost de 2022, a la reunió de Mònaco de la Diamond League, aconsegueix el seu rècord personal, nacional de Kenya i la segona millor marca de tots els temps, quedant-se a només 30 segons del rècord mundial de Genzebe Diaba.
El 2 de juny del 2023, Kipyegon batia el rècord del món de 1500m a Florència, amb una marca de 3:49.11. Només una setmana més tard, aconseguia el rècord del món dels 5000m a París, amb un temps de 14:05.20. El 22 de juliol, en la prova de la Diamond League de Mònaco, aconseguia el rècord del món de la milla, amb un temps de 4:07.64. El mes d'agost, en el Campionat del Món de Budapest, aconseguia ser la primera dona en la història que guanyava les medalles d'or en 1500m i 5000m en la mateixa edició.
El 7 de juliol de 2024, l'atleta kenyana tornava a batre el seu propi rècord del món dels 1.500m, quan aturava el rellotge en els 3:49.04 minuts, en la prova de París de la Diamond League.
En els Jocs Olímpics de París 2024, va obtenir la medalla de plata en la prova dels 5.000m, després de ser desqualificada i ser rehabilitada moments després d'una apel·lació en pista.En la prova dels 1.500m es va penjar la medalla d'or, per tercera vegada consecutiva, amb un temps de 3:51.29 minuts, el què va suposar un nou rècord olímpic.

## Marques personals
| Disciplina   | Marca       | Seu    | Data                   |
| ------------ | ----------- | ------ | ---------------------- |
| 800m llisos  | 1:57.68     | Doha   | 25 de setembre de 2020 |
| 1500m llisos | 3:49.04 WR  | París  | 7 de juliol de 2024    |
| Milla        | 4:07:64 WR  | Mònaco | 22 juliol 2023         |
| 5000m llisos | 14:05.20 NR | París  | 9 juny 2023            |

## Trajectòria internacional
| Jocs Olímpics     | Jocs Olímpics  | Jocs Olímpics | Jocs Olímpics | Jocs Olímpics |
| Any               | Lloc           | Posició       | Prova         | Marca         |
| ----------------- | -------------- | ------------- | ------------- | ------------- |
| 2016              | Rio de Janeiro | 1             | 1500 m        | 4:08.92       |
| 2020              | Tòquio         | 1             | 1500 m        | 3:53.11       |
| 2024              | París          | 1             | 1500 m        | 3:51.29 OR    |
| 2024              | París          | 2             | 5000m         | 14:29.60      |
| Campionat del Món |                |               |               |               |
| Any               | Lloc           | Posició       | Prova         | Marca         |
| 2013              | Moscou         | 5a posició    | 1500m         | 4:05.08       |
| 2015              | Pequín         | 2             | 1500 m        | 4:08.96       |
| 2017              | Londres        | 1             | 1500 m        | 4:02.59       |
| 2019              | Doha           | 2             | 1500 m        | 3:54.22       |
| 2022              | Eugene         | 1             | 1500 m        | 3:52.96       |
| 2023              | Budapest       | 1             | 1500 m        | 3:54.87       |
| 2023              | Budapest       | 1             | 5000 m        | 14:53.88      |